# Dryophylax duida
Dryophylax duida — вид змій родини полозових (Colubridae). Ендемік Венесуели.

## Поширення і екологія
Dryophylax duida є ендеміками тепуя Серро-Дуїда на Гвіанському нагір'ї, в штаті Амасонас. Вони живуть у вологих гірських карликових лісах, на висоті 2015 м над рівнем моря.